# Momona Tamada
Momona Tamada (Vancouver, Columbia Británica, 28 de septiembre de 2006) es una actriz canadiense de ascendencia japonesa. Ha aparecido en The Babysitters Club, Secret Headquarters, Too all the boys PD: I still love you, Too all the boys: for ever, A babysister's guide to monster hunting.

## Biografía
Se crio en Vancouver, Canadá; hija de padres inmigrantes japoneses. Empezó a hacer ballet desde los 4 años de edad y también obtuvo conocimientos de danza en otros géneros como el jazz, tap, lírico y hip hop. Como bailarina ha participado en varios certámenes y fue galardonada por su desempeño en dicho arte. Actuó en el B. C. Summer Games Opening Ceremonies y junto a la Royal Winnipeg Ballet. Se interesó por la actuación a los 13 años. En 2019 tuvo una aparición en un episodio de la serie estadounidense de Amazon, The Boys, donde interpretó la versión joven de The Female. Su primer papel protagónico en televisión y por el que ganó notoriedad fue Claudia Kishi en la serie de Netflix, The Babysitters Club. Por su trabajo en dicha serie ganó en 2020, junto al resto del elenco principal, el premio Joey de Canadá a mejor reparto en una webserie o serie de televisión, y fue nominada en 2022 a mejor actriz joven en un programa preescolar, infantil o juvenil en los Premios Emmy infantil y familiar.
En 2022 coprotagonizó la película de Paramount+ Secret Headquarters, junto a Owen Wilson que en su primera semana de estreno se convirtió en la película original más vista de la plataforma; y prestó su voz para el personaje protagónico de Onari en la serie animada de stop motion de Netflix Oni: Thunder God's Tale. En ese mismo año también fue seleccionada para interpretar a Ty Lee en la próxima serie de acción en vivo de Netflix Avatar: The Last Airbender.

## Filmografía

### Televisión
| Año           | Título                                     | Papel            | Notas                                    |
| ------------- | ------------------------------------------ | ---------------- | ---------------------------------------- |
| 2019          | The Boys                                   | The Female joven | 1 episodio                               |
| 2019          | The Terror                                 | Bisnieta de Kazu | 1 episodio                               |
| 2020          | Gabby Duran & the Unsittables              | Bailarina        | 1 episodio                               |
| 2020-2021     | El club de las niñeras                     | Claudia Kishi    | Elenco principal                         |
| 2020          | A todos los chicos: P.D. Todavía te quiero | Lara Jean joven  | Elenco principal, película de TV Netflix |
| 2020          | The Main Event                             | Erica            | Elenco principal. Película de streaming  |
| 2020          | A Babysitter's Guide to Monster Hunting    | Niñera de Japón  | Película de streaming                    |
| 2021          | A todos los chicos: Para siempre           | Lara Jean joven  | Elenco principal, película de TV Netflix |
| 2022          | Super PupZ                                 | Emma             | 1 episodio                               |
| 2022          | El cuartel secreto                         | Maya             | Elenco principal, Película de TV         |
| 2022          | Oni: Thunder God's Tale                    | Onari            | Voz, protagonista                        |
| 2024-presente | Avatar: The Last Airbender                 | Ty Lee           | Elenco recurrente, serie de TV Netflix   |